# Media FM
Media FM es una emisora de radio comercial de Azerbaiyán, propiedad de la empresa Digital Media MMC.

## Historia
El 28 de octubre de 2008, el Consejo nacional de Radio y Televisión (MTRŞ) otorgó a la empresa Digital Media MMC (fundada en 2008) la licencia para la explotación por un período de seis años, de una frecuencia de radio en Bakú. Media FM comenzó a emitir en febrero de 2009.
En febrero de 2014, la emisora recibió el premio "İlin radioşirkəti" (Compañía del año) de Azerbaiyán en 2013.
El 27 de octubre de 2014, el Consejo nacional de Radio y Televisión prorrogaba la licencia por otros seis años.

## Programación
Espacios musicales, un programa matinal, magacines de entretenimiento e información deportiva en directo son algunos de los rasgos de la programación de la emisora, enfocada a la juventud.
La selección musical es una mezcla de pop actual de Azerbaiyán, Turquía, Rusia, e internacional en menor medida.

## Datos técnicos
Su emisión analógica en frecuencia modulada desde la torre de televisión de Bakú, con una potencia de 2500 vatios, permite su recepción en Bakú, Shirvan, Sumqayit y los rayones de Absherón, Qobustan y Xızı.
Además de poder escucharse mediante su propia página web, Media FM emite para Asia Central a través del satélite Azerspace-1 (46ºE) por la frecuencia de 11169 MHz, polarización horizontal.